# Илустрий Пусей
Флавий Илустрий Пусей (на латински: Flavius Illustrius Pusaeus) е политик на Римската империя през 5 век.
Привърженик е на неоплатонизма и е ученик от школата на Прокъл в Александрия. През 465 г. той става преториански префект на Изтока. Когато приятелят му Антемий става западно римски император през 467 г. Илустрий Пусей е консул заедно с Флавий Йохан.